# 名鉄ワ700形貨車
名鉄ワ700形貨車（めいてつワ700がたかしゃ）とは、かつて名古屋鉄道で運用されていた木造貨車（有蓋車）である。

## 概要
戦後の貨車不足のため、1948年（昭和23年）に国鉄から3形式12両が名鉄に払い下げられた有蓋車である。実際には戦災で被害を受けた貨車を名古屋造船で車体更新した貨車である。種車形式が3種類あるため、寸法などは同一形式間でも異なる。荷重は10 t、全て私有車かつ国鉄直通車であった。1963年（昭和38年）に形式消滅となった。

### 番号対比
| 名鉄番号 | 元国鉄形式名 | 元国鉄番号 |
| -------- | ------------ | ---------- |
| ワ701    | ワ1形        | ワ4540     |
| ワ702    | ワ1形        | ワ8012     |
| ワ703    | ワ1形        | ワ572      |
| ワ704    | ワ1形        | ワ1383     |
| ワ705    | ワ1形        | ワ3470     |
| ワ706    | ワ1形        | ワ4898     |
| ワ707    | ワ1形        | ワ8276     |
| ワ708    | ワ1形        | ワ163      |
| ワ709    | ワ1形        | ワ5582     |
| ワ710    | ポ50形       | ポ78       |
| ワ711    | ワフ1形      | ワフ866    |
| ワ712    | ワフ1形      | ワフ1014   |